# Micromenia simplex
Micromenia simplex is een Solenogastressoort uit de familie van de Dondersiidae. De wetenschappelijke naam van de soort is voor het eerst geldig gepubliceerd in 1948 door Leloup.